# Sebt Azzinate
Sebt Azzinate (en àrab سبت الزينات, Sabt as-Zīnāt; en amazic ⵣⵉⵏⴰⵜ) és una comuna rural de la prefectura de Tanger-Assilah, a la regió de Tànger-Tetuan-Al Hoceima, al Marroc. Segons el cens de 2014 tenia una població total de 5.153 persones.